# Iglesia de Santa María (Warwick, 1894)
La Iglesia de Santa María (en inglés: St Mary's Church) es una iglesia católica hecha en arenisca y catalogada como protegida en el 163 de la calle Palmerin en Warwick, región de Southern Down, estado de Queensland, al este de Australia. Fue diseñada por Benjamin Joseph Backhouse y construida entre 1863 y 1894. También se la conoce como Iglesia de Santa María de la Asunción o la Primera Iglesia de Santa María. Fue introducida en el Registro de Patrimonio de Queensland el 21 de octubre de 1992.
La primera iglesia de Santa María, Warwick es un edificio de piedra arenisca construida sobre la base de los diseños del destacado arquitecto de Brisbane, Benjamin Backhouse.
El padre Horan fue responsable de la terminación de la iglesia para 1894, cuando se añadieron el transepto y la capilla mayor. Por este tiempo también se completaron los pórticos de las entradas laterales. 